# Astragalus kuramensis
Astragalus kuramensis är en ärtväxtart som beskrevs av John Gilbert Baker. Astragalus kuramensis ingår i släktet vedlar, och familjen ärtväxter. Inga underarter finns listade i Catalogue of Life.